# Buenoa arizonis
Buenoa arizonis är en insektsart som beskrevs av Bare 1928. Buenoa arizonis ingår i släktet Buenoa och familjen ryggsimmare. Inga underarter finns listade i Catalogue of Life.